# اونگروند
اونگروند (به آلمانی: Auengrund) یک شهر در آلمان است که در هیلدبورگهاوزن واقع شده‌است. اونگروند ۳٬۳۴۶ نفر جمعیت دارد.